# Бородін Ілля Олександрович (плавець)
Бородін Ілля Олександрович (рос. Илья Александрович Бородин; нар. 14 лютого 2003) — російський плавець.
Чемпіон Європи з водних видів спорту 2020 року.
Призер Чемпіонату Європи з плавання на короткій воді 2019 року.